# Opistognathus aurifrons
Cá hàm đầu vàng (Danh pháp khoa học: Opistognathus aurifrons) là một loài cá trong họ cá hàm Opistognathidae. Cá hàm đầu vàng sống ở rạn san hô thuộc vùng Caribê, thường chỉ thấy được đầu chúng và phần thân nhô lên khỏi hang – mặc dù đôi khi cũng có lảng vảng một quãng ngắn xung quanh lãnh địa của nó.

## Chăm sóc con
Khi chăm con, loài cá này có hàng tá con cái được ngậm vào đầy miệng, chúng ấp trứng bằng miệng, chính con đực chịu trách nhiệm chăm sóc trứng cho đến khi chúng nở. Cá hàm ít khi thấy ra khỏi hang. Trong số những động vật ấp trứng bằng miệng, sau khi giao phối, con đực thụ tinh trứng và sau đó tập hợp trứng vào miệng, bảo vệ chúng cho đến khi nở và khi đó cá con sẽ bơi đi và tự bảo vệ chính mình. Trong giai đoạn ấp trứng, con đực không thể ăn, có nghĩa là cá ấp trứng sẽ ốm đi trước lúc trứng nở. Một khi trứng nở, con đực sẽ dành một giai đoạn để kiếm ăn và phục hồi.